# 野口五郎
野口 五郎（のぐち ごろう、1956年〈昭和31年〉2月23日 - ）は、日本の歌手、俳優、タレント、情報技術者、実業家。岐阜県美濃市出身。本名は佐藤 靖（さとう やすし）。オフィス・ジー所属、ティーオーエア（Take Out Air）代表。1970年代のアイドルで新御三家の1人。身長174 cm（1972年3月）。
妻は三井ゆりで、一女一男がいる。兄は佐藤寛、長女は佐藤文音。

## 来歴
岐阜県美濃市常盤町に生まれる。曽祖父は人形浄瑠璃の太夫、両親はアマチュア楽団「青空楽団」の歌手同士。本来、家族会議で「直樹」と命名するつもりだったが、父親が家族に許可を得ずに「靖」という名前で出生届を出したという。
1966年10月、『日清ちびっこのどじまん』で荒木一郎の「今夜は踊ろう」を歌い優勝。中部日本放送の『どんぐり音楽会』に出演し、ザ・ワイルド・ワンズの「青空のある限り」を歌い1位となる。
『ちびっこのどじまん』をきっかけに本格的に歌手を目指すことを決意。自ら“ソウルソング”と語る美空ひばりの『リンゴ追分』の作曲者・米山正夫の門下生になりたく、約2年間、米山が係わるオーディションに何度も出場。ついに声が掛かって中学2年生の時、プロを目指し実母とともに上京、東京・浅草に近い伯父の経営する印刷工場の一室に下宿し、美濃市立美濃中学校から台東区立台東中学校に転校。ポリドールの児玉英毅が設立したアルカートプロダクション（のちのNPミュージック・プロモーション）の第一号タレントとして所属し、堀越高等学校に進学する。父はレコード会社主催ののど自慢大会にて田端義夫に次ぐ2位になったことがあるほどの腕前で、母もデビューする予定でレコード会社からの誘いがあったが、親の許しが得られず断念したこともあって、自分が歌手になることに両親からは全然反対はなかったという。
1971年5月1日、当初は演歌歌手としてシングル曲「博多みれん」でデビュー。キャッチフレーズは「青い木の芽の、はだざわり」で売り出したが、同曲のセールスは全く振るわなかった。しかし2曲目の「青いリンゴ」からアイドル歌手に転向してスマッシュ・ヒット、若い女性ファンの人気を獲得。
1972年12月31日、『第23回NHK紅白歌合戦』において当時としては最年少（16歳10か月）となる初出場歌手に抜擢されて、「めぐり逢う青春」を歌う。
1973年4月9日、「オレンジの雨」がオリコン週間チャートで初のベストテン入り。続く「君が美しすぎて」は第3位にランクされ、『第24回NHK紅白歌合戦』も同曲で出場。西城秀樹・郷ひろみと共に新御三家と呼ばれ、一躍トップアイドルの仲間入りを果たす。
1974年11月25日、「甘い生活」で初のオリコン週間チャートの第1位を獲得。最大のヒット曲となり、『第25回NHK紅白歌合戦』も同曲で出場。この作品で筒美京平は第16回日本レコード大賞・作曲賞を受賞。
1975年2月10日、兄作曲による「私鉄沿線」が有線放送をきっかけに大ヒットし、「甘い生活」から2作品連続してオリコン週間チャートの第1位を獲得する。また年末の第8回日本有線大賞・グランプリ、第17回日本レコード大賞・歌唱賞、第6回日本歌謡大賞・放送音楽賞など、多くの音楽賞を受賞し『第26回NHK紅白歌合戦』も同曲で出場。さらに第3回FNS歌謡祭（1975年上半期）では「哀しみの終るとき」で最優秀歌唱賞を受賞。『再会』で映画初主演。
1975年4月4日 - 1983年3月、『カックラキン大放送!!』にレギュラー出演。コントにも挑み、コミカルな面をアピールすることで、幅広い世代からの人気を獲得した。
1976年、「きらめき」が第2回日本テレビ音楽祭・グランプリ、第5回東京音楽祭・ゴールデンスター賞を受賞。「針葉樹」では第18回日本レコード大賞・歌唱賞、第7回日本歌謡大賞・放送音楽賞を受賞し、第27回NHK紅白歌合戦も同曲で出場。発売前の「むさし野詩人」で第9回日本有線大賞・有線功労賞を受賞。4月29日、日本テレビ系で単独のバラエティー番組『輝け!五郎・マペット ゲバゲバ90分!』が放送される。
1977年、「風の駅」で第8回日本歌謡大賞・放送音楽賞を受賞、第28回NHK紅白歌合戦も同曲で出場。映画『季節風』で主役を演じ、同名主題歌「季節風」を歌う。
1978年、「グッド・ラック」で第9回日本歌謡大賞・放送音楽賞、第20回日本レコード大賞・金賞を受賞し、『第29回NHK紅白歌合戦』も同曲で出場。
1979年、「青春の一冊」で5年連続となる第10回日本歌謡大賞・放送音楽賞を受賞し、第30回NHK紅白歌合戦にも同曲で出場。
1980年12月31日、『第31回NHK紅白歌合戦』に「コーラス・ライン」で出場。
1981年12月31日、『第32回NHK紅白歌合戦』に「裏切り小僧」で10年連続10回目の出場を果たす。
1983年、連続ドラマ『誰かが私を愛してる』にヒロイン・多岐川裕美の相手役として出演。その主題歌「19:00の街」が「グッド・ラック」以来久々の15万枚を超えるヒットとなる。第12回東京音楽祭・世界大会でフリオ・イグレシアス賞を受賞。同年末の『第34回NHK紅白歌合戦』も同曲で2年ぶり11回目のカムバック出場した。
1985年4月 - 1987年9月、再び日本テレビ系のバラエティー番組『天才・たけしの元気が出るテレビ!!』にレギュラー出演。
1995年、『八代将軍吉宗』に徳川頼職役で大河ドラマ初出演。2006年には『功名が辻』にも出演。
1999年、刑事ドラマ『ケイゾク』に出演、早乙女仁役を演じる。
2002年、『さくら』に出演。英語教師、沢田純一郎を演じる。
私生活では長年独身を通していたが、2000年、審査員を務めていた『ものまね王座決定戦』での共演をきっかけに三井ゆりと交際をスタートし、2001年2月に北マリアナ諸島のロタ島で挙式した。なお、結婚披露宴は徳光和夫が司会を務め、その模様が日本テレビにより全国に中継放送された。2002年6月5日、2780グラムの第一子となる女児が誕生。2004年5月2日、2994グラムの第二子となる男児が誕生。
2005年、音楽プロデューサーとして音楽映像配信サイト『音コレ』 (2006年7月20日、『Gプロデュース』と改名) を立ち上げ、ものまね、インディーズ、オリジナル楽曲をプロデュース。根本はるみ、網野泰寛などもプロデュースしている。NTTドコモ、KDDI au、SoftBankの公式サイトにおいても、「音コレものまねMIX」「うれセン!」として着うたフル、着うた、着モーションなどを配信。
2007年10月16日、飛騨・美濃観光大使を委嘱される。
2008年9月21日、北マリアナ諸島の観光親善大使に夫妻で任命される。
2009年2月4日、初のプロデュース作品となる双子歌手ユニット「あ☆ぅん」がデビュー。
2010年5月1日、デビュー40周年を迎える。近年は、六本木 STB139スイートベイジルにおけるライブがゴールデンウィークの恒例になっていた。最終公演2014年5月22日。
2015年4月13日、新御三家の盟友、西城秀樹が自ら「ヒデキ還暦!」と題した満60歳の記念ライブに、野口がサプライズ・ゲストとしてバースデーケーキを運びながら登場、西城は思わず感激の涙を浮かべる。その後野口は「1回だけ、恥ずかしいけど、抱いていいか?」との懇願に、西城は「なんだよ～!」と照れながらも、二人共に熱い抱擁を交わしていた。
2016年2月23日、60歳の誕生日を迎える。新御三家が3人揃っての還暦祝いを機に、久々に郷ひろみも参加し「還暦鼎談」を行った。
しかし、2年後の2018年5月16日、西城秀樹が急性心不全により63歳で死去。翌5月17日、取材に対して、文書で「あまりにも突然で、今は言葉が見つかりません。気持ちの整理がつくまで少し時間を下さい。申し訳ありません」と述べるに留まった。
同年5月25日に野口は、郷ひろみを始め歌手仲間達と共に西城の通夜へ出席したが、終始憔悴しきった表情を浮かべ、新御三家の郷は「（五郎は）本当に残念だと。毎日泣いていると言ってました。僕より遥かに秀樹に近い存在でいた。悲しみは想像つかない位深いと思う」とコメント。翌5月26日、西城の告別式に参列した野口は「僕もひろみも秀樹の代わりになれないけど、まだ暫くはお前の分も頑張って歌うからね。もうリハビリ頑張らなくて良いから。君の可愛い子供達、家族を見守って欲しい。そしてお前の思うラブソングを天国で極めてくれ。秀樹、お疲れ様。そしてありがとう」とハンカチで涙を拭い、時折声を詰まらせながら弔辞を読んだ。告別式終了後、取材に応じた野口自ら「（2003年最初の脳梗塞発症後）秀樹が会見で『引退する』と言おうと思った瞬間、インタビュアーの方が『2人目のお子さんがもうすぐ誕生ですね』との言葉が有った。それで秀樹は引退を言えなくなったので、あれから十数年歌い続ける事が出来た。僕はその方に感謝をしたい」とコメントしている。
それ以降野口は、西城の追悼特集に関し特別ゲストとして、ワイドショー・トーク・ドキュメンタリー番組などに登場。2018年8月18日にはNHK「第50回思い出のメロディー」へ生出演し、西城の代表曲「傷だらけのローラ」を当番組の司会進行役・氷川きよしが、「ブルースカイ ブルー」を野口がそれぞれ西城を偲んで歌唱。司会の氷川と木村佳乃の二人が感極まって涙する場面が見られた。
2019年2月11日、Bunkamuraオーチャードホールで行われたコンサートで、前年12月25日に食道がんの手術をしたことを公表。
2020年5月6日、デビュー50周年を飾る記念シングル「光の道」を配信限定でリリース。
デビュー50周年の2021年9月、Bunkamura・オーチャードホールの開催中、シークレット・ゲストとして、岩崎宏美が登場。岩崎と初のデュエット『好きだなんて言えなかった』のシングル・リリースと、及び愛知県・大阪府・東京都にてジョイントコンサートの決行を発表。翌2022年7月には、東京国際フォーラムで東京フィルハーモニー交響楽団が参加の「野口・岩崎2022プレミアムオーケストラコンサート〜Eternal Voices〜」を筆頭に、全国11箇所のジョイントライブツアーを共催予定。
2022年5月には同学年で野口をリスペクトしている桑田佳祐からのオファーを受け「時代遅れのRock'n'Roll Band」のレコーディングに佐野元春、世良公則、Charと共に参加。さらに大友康平、原由子、ハマ・オカモトを加え、年末の第73回NHK紅白歌合戦に出演した。

## 人物・エピソード

### 歌手として
『日清ちびっこのどじまん』の司会者、大村崑の「黄金の人差し指」がなかったら今の自分はないとも話している。大村の「出たい人!」の呼びかけに周りが一斉に手を挙げる中で野口も精一杯手を伸ばし、指されてステージに出て行った。後に「実際は自分の周りが指されていたが、体が自然と前へ出て行った」と回顧している。小学生の頃には、すでに成人並みのビブラートが掛けられるようになっていた。ちびっこのど自慢大会にいくつも参加する中で、幼い頃ライバルとして一目置いていたのが現在の天童よしみであるという。
芸名は野口五郎岳に由来するもので、雄々しく逞しい歌手になるようにと名付けられた。名付け親はデビュー時に所属していたポリドール・レコードのディレクター。現在では歌手・野口五郎の知名度が高く、山の名前が歌手にちなんで付けられたと誤解している人もいるという。なお、黒部五郎岳にちなんだ「黒部五郎」も芸名の候補となっていた。野口五郎とどちらかを選ぶように言われ「山の名前を芸名にするなら高い山のほうがいい」と考えて、黒部五郎岳 (2,840m) よりも高い野口五郎岳 (2,924m) にちなんだ野口五郎を選んだという。当初は「水城哲也」という芸名でデビュー予定であった。
歌手デビューから50年の節目を迎えていた2021年には、堀越高校での後輩にも当たる岩崎とのデュエット曲として、『好きだなんて言えなかった』を「野口五郎・岩崎宏美」名義でリリース。岩崎とはデビューの当初（1975年）から面識があって、現在では家族ぐるみでの交流に発展しているが、この曲のリリースをきっかけに「野口五郎・岩崎宏美」として番組やコンサートで頻繁に共演している。

#### 追っかけの女性演歌歌手
松村和子は北海芸能プロダクション社長の松村一郎が開いたコンサートに招かれた野口五郎の楽屋にお茶を運び その後歌を聴いてビビビとして強烈な野口ファンになり、プロ歌手になれば野口五郎にまた逢えると思い、プロになったと『徹子の部屋』で話している。
同様に 野口に憧れ 演歌歌手になったのが 藤あや子で 女性演歌歌手中心にプロ歌手で野口五郎の熱烈ファンは少なくない。

### 新御三家
新御三家となった経緯に関して野口は、「僕がデビューし、翌年にひろみと秀樹がデビューしたが秀樹がちょっと出遅れた。秀樹の事務所で秀樹と他の2人で新御三家というキャッチフレーズでデビューしたが、西城のマネージャーが別事務所のひろみと僕を合体させて新御三家にした。事務所も違うので番組などでぶつけ合ってファン獲得をした」。

### ギタリストとして
子どもの頃はプロ野球選手を目指していたが脚を傷めて諦め、以来、ギターに打ち込むようになったという (『中一時代』グラビアより)。「(脚の) 故障がなかったら"歌手・野口五郎"は存在しなかったかも」と述懐している。実際歌手よりギタリストとしての活動歴の方が長い。中学生のときからキャバレーなどで演奏する「ハコバン」に在籍して腕を磨き、当時の「エレキギターコンテスト」にも多数出演していた。
ギターを始めた時は教則本もない中全くの独学で覚え、調弦も正規のギター調弦ではなく弾く曲に合わせた独自の調弦方法で古賀メロディーを中心に弾いていた。そして小学3年の時、ザ・ベンチャーズに衝撃を受け、兄から現在も所有している木曽鈴木バイオリン製ソリッド・ボディー・エレキギターをプレゼントされ、本格的にギターを弾き始める。音楽的には60年代後半から70年代前半のものを好むが、ギタリストとしては、その時代以外のものにも関心を示し、ヴァン・ヘイレンやスティーヴ・ヴァイの来日公演の観客席で目撃されている。1982年と1993年・2014年にはインスト・アルバムを発表し、ギタリストとしても優れた音楽センスを披露した。フジテレビの深夜番組『寺内ヘンドリックス』にも、度々、アナウンサーにギターを指導する講師等として出演していた。2014年10月にはギターメーカーPRS（Paul Reed Smith）主催のイベント「EXPERIENCE PRS in JAPAN 2014」（於：ディファ有明）に出演。ライブステージにてアルバム『Playin' It All』から「雪の華」「ありがとう」「異邦人」「ミ・アモーレ」を演奏した。
自身のアルバムにラリー・カールトン等の著名ギタリストが参加したことがある。またサンタナのヒットシングル「Smooth」を、「愛がメラメラ」として日本語詞を付けてカバーした際には、カルロス・サンタナとの面会も果たしている。2005年には、ヘヴィメタル専門番組『ヘビメタさん』に出演。元メガデスのマーティ・フリードマンと競演する。
東京都に本社と工房を置くギターメーカー「Combat Guitars」から、野口五郎モデルのギターが発売されていた (現在は製造販売終了)。
ベーシストとしても活動しており、主に演歌のレコーディングにスタジオ・ミュージシャンとして数多く参加している。

### タレントとして
『カックラキン大放送!!』では、当時のアイドルとしては珍しく身体を張ったギャグが定番だった。バラエティ番組では、ダジャレ好きなタレントとして、歌手活動とは違った魅力を見せており、自ら「ぼくも野口五郎というタレントを作るスタッフの一人なんですよ」と答えている。しかし『カックラキン』への出演に際しては、当初、歌番組だと思って引き受けたものの、初回の収録が終わった後に寸劇やコントが主体であることがわかり、プロデューサーに「コント番組はあんまりやりたくないんで、辞めさせて下さい」と降板を申し入れたところ、プロデューサーから「分かった。降りるのはいいが、その代わり（これからの芸能活動が）どうなるか分かってるな」と言われ、芸能界を干されると思い、怖れおののいた野口はその場で「喜んでやらせてもらいます」と答えたという。後に「（実際のところ）やったら楽しかった」と振り返っている。
なお、かつて「野口＝短足」という噂が広まったことがあり、『カックラキン』でも自虐的なギャグとして使用していたが、これは野口が、日本で流行するかなり前からロンドンブーツの愛用者だったことに端を発しており、ブーツを見た人が「短足を隠すためだからに違いない」と、シークレットブーツのように思い込んだことからだったという。
「火曜ワイドスペシャル」で放送された芸能人野球大会に投手として出場し、背番号は560番であった。野口をものまねしたコロッケと軽妙にトークした。
2006年、『ダウンタウンのガキの使いやあらへんで!!』に出演し、お笑い好きな一面を披露している。

### 情報技術者として

#### 会社設立
自身の音楽活動とは別に、QRコードをスマートフォンに読み込ませ、音楽コンサート・ライブの映像などをデジタル配信するサービス『テイクアウトライブ』を発案したことで知られ、2014年に事業を立ち上げ株式会社「ティーオーエア」（Take Out Air）を設立した。さらに、情報技術関連で複数の特許を取得したことによって、商標に関する権利を得ている。
切っ掛けは、野口は路上ライブでCDを手売りする無名の若者ミュージシャンの姿を見て、「若い子たちに音楽に集中できる時間を作ってあげよう」と考え、『観客がライブを持ち帰る』という着想の下にアイデアを生み出し、自ら特許を取得してコンピュータソフト会社のトーセ傘下のフォネックス・コミュニケーションズにより実用化サービスが開始した。このサービスは現在ではDREAMS COME TRUEやBOYS AND MENなどといったアーティストたちのライブ会場でも提供されている。

#### アプリケーション技術関連
2020年には、年頭から新型コロナウイルス感染が日本で拡大していることを踏まえて、『テイクアウトライブ』をベースに『テイクアウトライフ』というアプリを開発した。『テイクアウトライフ』は、新型コロナウイルスへ感染した登録者に接触した場合にその旨を他の登録者へ通知する機能を備えているほか、
他の災害時でも安全・安心の確保に必要な情報を登録者に提供できるようになっている。
野口は自治体に対して『テイクアウトライフ』を無償で導入するよう打診していたが、行政サービスで利用するアプリに関してLINE社（LINEの運営会社）と契約していることを理由に、打診した全ての自治体から導入を断られたという。『朝日新聞』ではこの件に関して、2020年12月に野口へ取材。その際に野口が「なぜ、ほとんどの政府（機関）や自治体がLINEを使っているのでしょうか。個人情報が流出することはないのでしょうか」と問い掛けたことをきっかけに、日本政府や自治体におけるLINEの利用実態を調査したところ、「LINE中国」（LINE社が2018年に中華人民共和国内へ設立した関連会社）の技術者が日本向けのソフト開発を担っていたことや、登録者の個人情報を保管している日本国内のサーバーへ（少なくとも2020年3月から1年間にわたって）アクセスを繰り返していたことを突き止めた。
『朝日新聞』では、Zホールディングス（2021年3月1日付の経営統合によってLINE社を完全子会社化）から謝罪のコメントが出たことを受けて、同月17日付の朝刊で上記の調査結果を公表。総務省と日本政府の個人情報保護委員会では、LINE社への立ち入り調査や運用改善の指導を経て、「政府機関や自治体によるLINEの利用自体は認めるが、機密性のある情報を扱うことを原則として禁止する」との指針を打ち出した。ちなみに、朝日新聞社は上記の報道（「LINEの個人情報管理問題のスクープと関連報道」）によって、2021年度の日本新聞協会賞を受賞している。
後年には、上記アプリケーションを応用したDMVカード（Dear Music Variation）を開発し運用を開始。

### 音楽エンジニアとして
中学生の時点で自ら楽譜（スコア）を書き、10代の頃から自宅に録音スタジオ設備を構築。音響関連機器の市販も少ない時代であったため、エフェクターボードなど無いものは自作していた。さらに機材について、当時の地方公演は現地調達するのが慣例であったが、自身は早くから機材とツアースタッフをパッケージ化し全国ツアーを廻っていた。

#### 音源開発
2010年代に、上記DMVアプリケーションと同名の低周波音源技術「DMV（Deep Micro Vibrotactile）=深層振動（人には聞き取れない20ヘルツ以下の音域）、通称DMV音源」を開発。さらに2019年末には医師や学者の関係者と共同で、音源の振動についての論文をイギリス科学情報誌「Impact」にて発表した。
まずは自身の音楽作品にDMVマスタリングを導入、自身のコンサートにも組み入れた。さらに、この低周波音は浴びることによって医学的にも健康に効果があるのではと（アルツハイマー病や認知症の治療など）各大学機関協力のもとで臨床試験を繰り返し、2025年より対応機器の運用を始めている。
野口は「音楽のデジタル化が進んで圧縮された音源が標準となり、それは本来アナログで存在していた周囲の音域（アンビエンスや倍音など）を削除している音でもある。以前からこの点に違和感を抱き、豊かな音を再現できないかと考えついたのが非可聴の深層振動を加える技術だった。これは浴びることで人体にも健康的な影響を与えるという仮説を立てた」と話している。

## 音楽

### シングル
| #                  | 発売日          | A/B面    | タイトル                 | 作詞                | 作曲            | 編曲                | 規格品番   |
| 1970年代           | 1970年代        | 1970年代 | 1970年代                 | 1970年代            | 1970年代        | 1970年代            | 1970年代   |
| ------------------ | --------------- | -------- | ------------------------ | ------------------- | --------------- | ------------------- | ---------- |
| 1                  | 1971年 5月1日   | A面      | 博多みれん               | 鳳司哲夫 大日方俊子 | 荒井英一        | 竹村次郎            | DR-1605    |
| 1                  | 1971年 5月1日   | B面      | ひとり雨                 | 大日方俊子          | 荒井英一        | 竹村次郎            | DR-1605    |
| 2                  | 1971年 8月1日   | A面      | 青いリンゴ               | 橋本淳              | 筒美京平        | 高田弘              | DR-1634    |
| 2                  | 1971年 8月1日   | B面      | 君のためぼくのため       | 橋本淳              | 筒美京平        | 高田弘              | DR-1634    |
| 3                  | 1971年 12月10日 | A面      | 好きなんだけど           | 橋本淳              | 筒美京平        | 高田弘              | DR-1655    |
| 3                  | 1971年 12月10日 | B面      | 陽の当る家               | 橋本淳              | 筒美京平        | 高田弘              | DR-1655    |
| 4                  | 1972年 4月1日   | A面      | 悲しみの日曜日           | 橋本淳              | 筒美京平        | 高田弘              | DR-1680    |
| 4                  | 1972年 4月1日   | B面      | 愛のレッスン             | 橋本淳              | 筒美京平        | 高田弘              | DR-1680    |
| 5                  | 1972年 6月1日   | A面      | 青い日曜日               | 大日方俊子          | 馬飼野俊一      | 馬飼野俊一          | DR-1690    |
| 5                  | 1972年 6月1日   | B面      | 若い夏                   | 大日方俊子          | 馬飼野俊一      | 馬飼野俊一          | DR-1690    |
| 6                  | 1972年 9月1日   | A面      | めぐり逢う青春           | 大日方俊子          | 馬飼野俊一      | 馬飼野俊一          | DR-1715    |
| 6                  | 1972年 9月1日   | B面      | 約束                     | 千家和也            | 荒井英一        | 高田弘              | DR-1715    |
| 7                  | 1972年 12月15日 | A面      | 雨に消えた恋             | 千家和也            | 筒美京平        | 筒美京平            | DR-1735    |
| 7                  | 1972年 12月15日 | B面      | 愛ゆえに                 | 千家和也            | 筒美京平        | 筒美京平            | DR-1735    |
| 8                  | 1973年 3月21日  | A面      | オレンジの雨             | 吉田栄子 大日方俊子 | 筒美京平        | 高田弘              | DR-1750    |
| 8                  | 1973年 3月21日  | B面      | 君を求めて               | 千家和也            | 筒美京平        | 高田弘              | DR-1750    |
| 9                  | 1973年 7月1日   | A面      | 君が美しすぎて           | 千家和也            | 馬飼野俊一      | 馬飼野俊一          | DR-1780    |
| 9                  | 1973年 7月1日   | B面      | ぬれた瞳                 | 千家和也            | 馬飼野俊一      | 馬飼野俊一          | DR-1780    |
| 10                 | 1973年 10月21日 | A面      | 愛さずにいられない       | 阿久悠              | 馬飼野俊一      | 馬飼野俊一          | DR-1805    |
| 10                 | 1973年 10月21日 | B面      | 熱愛                     | 阿久悠              | 馬飼野俊一      | 馬飼野俊一          | DR-1805    |
| 11                 | 1974年 2月5日   | A面      | こころの叫び             | 阿久悠              | 筒美京平        | 筒美京平            | DR-1830    |
| 11                 | 1974年 2月5日   | B面      | 傷だらけのたびだち       | 阿久悠              | 筒美京平        | 筒美京平            | DR-1830    |
| 12                 | 1974年 4月25日  | A面      | 告白                     | 千家和也            | 馬飼野俊一      | 馬飼野俊一          | DR-1850    |
| 12                 | 1974年 4月25日  | B面      | 友よ、君のために         | 千家和也            | 馬飼野俊一      | 馬飼野俊一          | DR-1850    |
| 13                 | 1974年 7月21日  | A面      | 愛ふたたび               | 山上路夫            | 佐藤寛          | 馬飼野俊一          | DR-1875    |
| 13                 | 1974年 7月21日  | B面      | 愛のきらめき             | 山上路夫            | 馬飼野俊一      | 馬飼野俊一          | DR-1875    |
| 14                 | 1974年 10月20日 | A面      | 甘い生活                 | 山上路夫            | 筒美京平        | 筒美京平            | DR-1895    |
| 14                 | 1974年 10月20日 | B面      | さよならは云わない       | 山上路夫            | 筒美京平        | 高田弘              | DR-1895    |
| 15                 | 1975年 1月21日  | A面      | 私鉄沿線                 | 山上路夫            | 佐藤寛          | 筒美京平            | DR-1905    |
| 15                 | 1975年 1月21日  | B面      | 帰郷                     | 山上路夫            | 佐藤寛          | 筒美京平            | DR-1905    |
| 16                 | 1975年 4月21日  | A面      | 哀しみの終るとき         | 山上路夫            | 筒美京平        | 筒美京平            | DR-1925    |
| 16                 | 1975年 4月21日  | B面      | 雨の別離                 | 山上路夫            | 筒美京平        | 高田弘              | DR-1925    |
| 17                 | 1975年 7月10日  | A面      | 夕立ちのあとで           | 山上路夫            | 筒美京平        | 筒美京平            | DR-1950    |
| 17                 | 1975年 7月10日  | B面      | 遠い夏                   | 山上路夫            | 筒美京平        | 筒美京平            | DR-1950    |
| 18                 | 1975年 10月21日 | A面      | 美しい愛のかけら         | 山上路夫            | 佐藤寛          | 東海林修            | DR-1990    |
| 18                 | 1975年 10月21日 | B面      | 旧い喫茶店               | 山上路夫            | 佐藤寛          | 東海林修            | DR-1990    |
| 19                 | 1976年 2月10日  | A面      | 女友達                   | 山上路夫            | 佐藤寛          | クニ河内            | DR-3020    |
| 19                 | 1976年 2月10日  | B面      | 一人の部屋               | 山上路夫            | 佐藤寛          | クニ河内            | DR-3020    |
| 20                 | 1976年 6月10日  | A面      | きらめき                 | 山上路夫            | 筒美京平        | 筒美京平            | DR-6010    |
| 20                 | 1976年 6月10日  | B面      | 熱い砂                   | 山上路夫            | 筒美京平        | 筒美京平            | DR-6010    |
| 21                 | 1976年 9月10日  | A面      | 針葉樹                   | 麻生香太郎          | 筒美京平        | 筒美京平            | DR-6040    |
| 21                 | 1976年 9月10日  | B面      | 火の鳥                   | 麻生香太郎          | 筒美京平        | 筒美京平            | DR-6040    |
| 22                 | 1977年 1月15日  | A面      | むさし野詩人             | 松本隆              | 佐藤寛          | 筒美京平            | DR-6075    |
| 22                 | 1977年 1月15日  | B面      | さよなら綴り             | 松本隆              | 佐藤寛          | 筒美京平            | DR-6075    |
| 23                 | 1977年 4月25日  | A面      | 沈黙                     | 松本隆              | 筒美京平        | 筒美京平            | DR-6085    |
| 23                 | 1977年 4月25日  | B面      | 鼓動                     | 松本隆              | 筒美京平        | 筒美京平            | DR-6085    |
| 24                 | 1977年 7月21日  | A面      | 季節風                   | 有馬三恵子          | 筒美京平        | 筒美京平            | DR-6125    |
| 24                 | 1977年 7月21日  | B面      | 感情曲線                 | 有馬三恵子          | 筒美京平        | 筒美京平            | DR-6125    |
| 25                 | 1977年 10月25日 | A面      | 風の駅                   | 喜多條忠            | 筒美京平        | 筒美京平            | DR-6165    |
| 25                 | 1977年 10月25日 | B面      | 冬木立                   | 喜多條忠            | 筒美京平        | 筒美京平            | DR-6165    |
| 26                 | 1978年 2月21日  | A面      | 愛よ甦れ                 | 藤公之介            | 平尾昌晃        | 船山基紀            | DR-6180    |
| 26                 | 1978年 2月21日  | B面      | ドラマ                   | 藤公之介            | 平尾昌晃        | 船山基紀            | DR-6180    |
| 27                 | 1978年 5月10日  | A面      | 泣き上手                 | 岡田冨美子          | 佐藤寛          | クニ河内            | DR-6210    |
| 27                 | 1978年 5月10日  | B面      | 前奏曲                   | 岡田冨美子          | 佐藤寛          | クニ河内            | DR-6210    |
| 28                 | 1978年 9月1日   | A面      | グッド・ラック           | 山川啓介            | 筒美京平        | 高田弘              | DR-6240    |
| 28                 | 1978年 9月1日   | B面      | 消えたハリケーン         | 山川啓介            | 筒美京平        | 筒美京平            | DR-6240    |
| 29                 | 1978年 12月25日 | A面      | 送春曲                   | 阿久悠              | 筒美京平        | 筒美京平            | DR-6275    |
| 29                 | 1978年 12月25日 | B面      | 1981年                   | 阿久悠              | 筒美京平        | 筒美京平            | DR-6275    |
| 30                 | 1979年 4月21日  | A面      | 真夏の夜の夢             | 阿久悠              | 筒美京平        | 筒美京平            | DR-6300    |
| 30                 | 1979年 4月21日  | B面      | ローリング・サマー       | 阿久悠              | 筒美京平        | 筒美京平            | DR-6300    |
| 31                 | 1979年 7月10日  | A面      | 女になって出直せよ       | 阿久悠              | 筒美京平        | 船山基紀            | DR-6335    |
| 31                 | 1979年 7月10日  | B面      | シスコ・ドリーム         | 阿久悠              | 筒美京平        | 船山基紀            | DR-6335    |
| 32                 | 1979年 9月15日  | A面      | 青春の一冊               | 伊藤アキラ          | 佐藤寛          | 萩田光雄            | DR-6360    |
| 32                 | 1979年 9月15日  | B面      | HIMIKO                   | 伊藤アキラ          | 佐藤寛          | 佐藤寛              | DR-6360    |
| 1980年代           |                 |          |                          |                     |                 |                     |            |
| 33                 | 1980年 2月16日  | A面      | 愛の証明                 | なかにし礼          | 佐藤寛          | 井上鑑              | DR-6390    |
| 33                 | 1980年 2月16日  | B面      | パリ北駅                 | なかにし礼          | 佐藤寛          | 井上鑑              | DR-6390    |
| 34                 | 1980年 5月1日   | A面      | コーラス・ライン         | 麻生香太郎          | 東海林修        | 東海林修            | DR-6420    |
| 34                 | 1980年 5月1日   | B面      | CHARGE & GET IN          | 藤公之介            | 佐藤寛          | 東海林修            | DR-6420    |
| 35                 | 1980年 6月5日   | A面      | さすらい気分             | 山上路夫            | 筒美京平        | 大村雅朗            | DR-6425    |
| 35                 | 1980年 6月5日   | B面      | 夕暮れギター             | 山上路夫            | 筒美京平        | 大村雅朗            | DR-6425    |
| 36                 | 1980年 9月21日  | A面      | 愁雷                     | 三浦徳子            | 山中涼平        | 山中涼平            | 7DX-1011   |
| 36                 | 1980年 9月21日  | B面      | やさしく教えて           | 山上路夫            | 筒美京平        | 井上鑑              | 7DX-1011   |
| 37                 | 1981年 2月5日   | A面      | 序曲・愛                 | 伊藤アキラ          | 三木たかし      | 船山基紀            | 7DX-1030   |
| 37                 | 1981年 2月5日   | B面      | 少女の風景               | 伊藤アキラ          | 三木たかし      | 船山基紀            | 7DX-1030   |
| 38                 | 1981年 4月25日  | A面      | 氷をゆらす人             | 浜辺芳光 伊藤アキラ | 三木たかし      | 船山基紀            | 7DX-1088   |
| 38                 | 1981年 4月25日  | B面      | YOUR SONG                | 伊藤アキラ          | 三木たかし      | 船山基紀            | 7DX-1088   |
| 39                 | 1981年 8月21日  | A面      | 裏切り小僧               | 伊藤アキラ          | 宇崎竜童        | 新井英治            | 7DX-1115   |
| 39                 | 1981年 8月21日  | B面      | カリビアン・フライ       | ちあき哲也          | 筒美京平        | 船山基紀            | 7DX-1115   |
| 40                 | 1981年 12月25日 | A面      | ダイヤル177              | 伊藤アキラ          | 山中涼平        | 山中涼平            | 7DX-1144   |
| 40                 | 1981年 12月25日 | B面      | 君よ雪になれ             | 伊藤アキラ          | 山中涼平        | 山中涼平            | 7DX-1144   |
| 41                 | 1982年 5月25日  | A面      | ふるえて眠れ             | 水木れいじ          | 浜圭介          | 船山基紀            | 7DX-1175   |
| 41                 | 1982年 5月25日  | B面      | ある再会                 | 伊藤アキラ          | 山中涼平        | 山中涼平            | 7DX-1175   |
| 42                 | 1982年 8月1日   | A面      | 舞                       | 水木れいじ          | 浜圭介          | 船山基紀            | 7DX-1190   |
| 42                 | 1982年 8月1日   | B面      | さよならは黄昏にとけて   | 水木れいじ          | 浜圭介          | 船山基紀            | 7DX-1190   |
| 43                 | 1983年 1月25日  | A面      | 19:00の街                | 伊藤薫              | 筒美京平        | 川村栄二            | 7DX-1205   |
| 43                 | 1983年 1月25日  | B面      | 誰かが私を愛してる       | 市川森一            | 筒美京平        | 川村栄二            | 7DX-1205   |
| 44                 | 1983年 5月25日  | A面      | 過ぎ去れば夢は優しい     | 売野雅勇            | 筒美京平        | 川村栄二            | 7DX-1235   |
| 44                 | 1983年 5月25日  | B面      | 愛を全てに変えて         | 伊藤薫              | 野口五郎        | 山中涼平            | 7DX-1235   |
| 45                 | 1983年 10月10日 | A面      | 今夜はつれづれ           | 三浦徳子            | 宇崎竜童        | 後藤次利            | 7DX-1275   |
| 45                 | 1983年 10月10日 | B面      | 夜の虹                   | 三浦徳子            | 宇崎竜童        | 後藤次利            | 7DX-1275   |
| 46                 | 1984年 2月25日  | A面      | 停車場                   | 高森悦郎            | 高森悦郎        | 川村栄二            | 7DX-1285   |
| 46                 | 1984年 2月25日  | B面      | あふれる想い             | 高森悦郎            | 高森悦郎        | 川村栄二            | 7DX-1285   |
| 47                 | 1984年 5月1日   | A面      | 一人が好きですか         | 小椋佳              | 筒美京平        | 若草恵              | 7DX-1300   |
| 47                 | 1984年 5月1日   | B面      | 恋の薫り時               | 小椋佳              | 筒美京平        | 若草恵              | 7DX-1300   |
| 48                 | 1984年 9月25日  | A面      | 花遊戯                   | 小椋佳              | 小椋佳          | 松井忠重            | 7DX-1330   |
| 48                 | 1984年 9月25日  | B面      | ジャズ                   | ちあき哲也          | 山中涼平        | 松井忠重            | 7DX-1330   |
| 49                 | 1985年 3月25日  | A面      | 別れのエチュード         | 荒木とよひさ        | 芹澤廣明        | 若草恵              | 7DX-1363   |
| 49                 | 1985年 3月25日  | B面      | サイレントムービー       | 荒木とよひさ        | 芹澤廣明        | 若草恵              | 7DX-1363   |
| 50                 | 1986年 2月23日  | A面      | サ・ヨ・ナ・ラ           | 松本一起            | 佐藤健          | 佐藤準              | T07S-1077  |
| 50                 | 1986年 2月23日  | B面      | 最後のクラクション       | 松本一起            | 佐藤健          | 佐藤準              | T07S-1077  |
| 51                 | 1986年 12月21日 | A面      | 涙のチケット             | 三浦徳子            | P.D.Wijn        | 佐藤寛              | T07S-1084  |
| 51                 | 1986年 12月21日 | B面      | 同じ夜 別の朝            | 松本一起            | 佐藤健          | 佐藤寛              | T07S-1084  |
| 52                 | 1987年 12月25日 | A面      | 少し抱かれて             | 荒木とよひさ        | 筒美京平        | 川村栄二            | 07TR-1173  |
| 52                 | 1987年 12月25日 | B面      | 愛をとめたまま           | 荒木とよひさ        | 筒美京平        | 川村栄二            | 07TR-1173  |
| 53                 | 1988年 7月24日  | A面      | さらば友よ-最後の握手-   | 荒木とよひさ        | 都倉俊一        | 桜庭伸幸            | 07TR-1190  |
| 53                 | 1988年 7月24日  | B面      | ふたつのカーネーション   | 荒木とよひさ        | 都倉俊一        | 桜庭伸幸            | 07TR-1190  |
| 54                 | 1988年 10月26日 | A面      | スマイルアゲイン         | 泉冴子              | Keith Brown     | 佐藤寛              | 07TR-1201  |
| 54                 | 1988年 10月26日 | B面      | 陽が当たる街             | 麻生圭子            | 林哲司          | 佐藤寛              | 07TR-1201  |
| 1990年代〜2000年代 |                 |          |                          |                     |                 |                     |            |
| 55                 | 1990年 4月25日  | 01       | 流沙れて                 | 伊藤薫              | 伊藤薫          | 川村栄二            | TADX-7312  |
| 55                 | 1990年 4月25日  | 02       | ラブ・イズ・ブラインド   | 伊藤薫              | 伊藤薫          | 川村栄二            | TADX-7312  |
| 56                 | 1991年 12月4日  | 01       | 想い出のメリークリスマス | 渡辺なつみ          | 佐藤寛          | 佐藤寛              | TADX-7331  |
| 56                 | 1991年 12月4日  | 02       | ストレンジャー           | 来生えつこ          | 鈴木康志        | 佐藤寛              | TADX-7331  |
| 57                 | 1996年 4月25日  | 01       | さよならは、誰のため     | 水木かおる          | 佐藤寛          | 白石幸一郎          | TADX-7431  |
| 57                 | 1996年 4月25日  | 02       | また 君に逢えそうで…     | 田中みほ            | 野口五郎        | 猪股義周            | TADX-7431  |
| 58                 | 2000年 4月5日   | 01       | 愛がメラメラ 〜Smooth〜  | 山田ひろし          | I.Shur R.Thomas | 船山基紀            | BVDP-21001 |
| 59                 | 2002年 10月23日 | 01       | 私鉄沿線02               | 山上路夫            | 佐藤寛          | 野口五郎 aqua.t     | KICM-16    |
| 59                 | 2002年 10月23日 | 02       | 星屑の町                 | 東條寿三郎          | 安部芳明        | 野口五郎            | KICM-16    |
| 59                 | 2002年 10月23日 | 03       | ノーノーボーイ           | 田辺昭知            | 釜萢弘          | 野口五郎            | KICM-16    |
| 60                 | 2003年 9月26日  | 01       | Sweet Rain               | 松尾潔              | 筒美京平        | 和田昌哉            | KICM-19    |
| 60                 | 2003年 9月26日  | 02       | 銀座線                   | 松尾潔              | 筒美京平        | 縄田寿志            | KICM-19    |
| 2010年代           |                 |          |                          |                     |                 |                     |            |
| 61                 | 2012年 5月2日   | 01       | 僕をまだ愛せるなら       | 松井五郎            | 森正明          | 鳥山雄司            | IOCD-20341 |
| 61                 | 2012年 5月2日   | 02       | 君に逢いたいよ           | つんく              | つんく          | 湯浅公一            | IOCD-20341 |
| 61                 | 2012年 5月2日   | 03       | また、めぐり逢うために   | ちあき哲也          | 杉本真人        | 佐藤寛              | IOCD-20341 |
| 62                 | 2014年 1月1日   | 01       | でも好きだよ             | 松井五郎            | 森正明          | 都啓一              | IOCD-20354 |
| 62                 | 2014年 1月1日   | 02       | 愛してると言うまえに     | 松井五郎            | 森正明          | 佐藤雄大            | IOCD-20354 |
| 63                 | 2015年 7月29日  | 01       | 再会タイムマシン         | 秋元康              | 筒美京平        | 佐橋佳幸            | IOCD-20365 |
| 63                 | 2015年 7月29日  | 02       | Rainy〜会えない週末      | つんく              | つんく          | 鈴木俊介            | IOCD-20365 |
| 64                 | 2019年 5月1日   | 01       | これが愛と言えるように   | 松井五郎            | 森正明          | 森正明              | IOCD-20378 |
| 64                 | 2019年 5月1日   | 02       | 涙憶                     | 伊勢正三            | 伊勢正三        | 大谷幸              | IOCD-20378 |
| 2020年代           |                 |          |                          |                     |                 |                     |            |
| 65                 | 2020年 5月6日   | 01       | 光の道                   | 小渕健太郎          | 小渕健太郎      | 小渕健太郎 野口五郎 | -          |
| 66                 | 2021年 11月24日 | 01       | 好きだなんて言えなかった | 松井五郎            | 森正明          | 中川幸太郎          | IOCD-20387 |

### その他のシングル
- 時代遅れのRock'n'Roll Band（2022年）※ 桑田佳祐 feat. 佐野元春, 世良公則, Char, 野口五郎名義での配信リリース。

### アルバム

#### オリジナル・アルバム
1. 青いリンゴが好きなんだけど/ 野口五郎ファースト・アルバム (1972年2月1日)
2. 青春の旅路 新しい汽車 (1972年10月10日)
3. GORO IN ROCK / 野口五郎ロックの世界 (1973年7月21日)
4. GORO！ LOVE IN LONDON / 愛ふたたび (1974年8月21日)
5. 風に舞う花びら / 野口五郎演歌の世界 (1975年1月21日)
6. GORO！ LOVE STREET IN LONDON / 雨のガラス窓 (1975年8月1日)
7. GORO&HIROSHI / 通りすぎたものたち (1976年3月10日) - 実兄の佐藤寛との「兄弟アルバム」
8. GORO IN LOSANGELES U.S.A. / 北回帰線 (1976年7月21日)
9. GORO&HIROSHI 2 / ときにはラリー・カールトンのように (1976年12月21日) - 実兄の佐藤寛との「兄弟アルバム」
10. GORO IN NEWYORK / 異邦人 (1977年9月10日)
11. 飛翔 / GORO&HIROSHI 3 〜 移りゆく季節の中で 〜 (1978年3月15日) - 実兄の佐藤寛との「兄弟アルバム」
12. L.A. EXPRESS ロサンゼルス通信 (1978年8月4日)
13. 南十字星 (1979年5月10日)
14. ロサンゼルス盤 ラスト・ジョーク (1979年7月21日)
15. 樹海 Ballade (1980年2月1日)
16. スマイル (1980年12月23日)
17. ON THE CORNER (1981年10月10日)
18. パレード (1982年6月1日)
19. 過ぎ去れば夢は優しい (1983年6月25日)
20. 琥珀 (1984年7月10日)
21. ALL OF ME (1989年10月4日)
22. 名画座 〜 20周年記念アルバム 〜 (1991年5月10日)
23. Dear・・・(1991年11月27日)
24. せつないほどONLY YOU (1992年5月27日)
25. Prize Years , Prize Songs 〜五郎と生きた昭和の歌たち〜 (2010年8月4日) － 昭和歌謡カバー・アルバム 演奏：三原綱木 とザ・ニューブリード
26. 風輪(2017年2月22日)

#### ギター・インストゥルメンタル・アルバム
1. FIRST TAKE (1982年11月25日)
2. 1013hpa 〜 ANOTHER WAVE 〜 (1993年3月17日)
3. Playin' It All -My Fingers Sing J-Female Melodies-(2014年11月19日) － 日本人女性ボーカリストのヒット曲を曲ごとに異なったギターでカバーした。

#### ライブ・アルバム
1. GORO ON STAGE / 日本縦断コンサート (1972年6月25日)
2. GORO ON STAGE 2 / 野口五郎故郷に帰る (1973年3月15日)
3. '74 GORO IN KOKUSAI / こころの叫び (1974年4月10日)
4. GORO IN SUNPLAZA / 甘い生活 (1975年2月21日)
5. GORO ON STAGE / ひとりぼっちの栄光 (1975年10月10日)
6. GORO IN NISSEI THEATRE / 日生劇場特別リサイタル (1977年6月15日)
7. GORO IN NISSEI THEATRE / '78日生劇場特別リサイタル (1978年12月10日)
8. HOT SUMMER LIVE '79 熱い夏を撃て! (1979年10月1日)
9. 10th ANNIVERSARY U.S.A. STUDIO CONNECTION (1980年5月1日)
10. 特別コンサート・ライブ / 第1楽章 春ing (1981年6月5日)
11. '83スプリングコンサートライブ / ちょっとその気でSPRING (1983年5月1日)
12. A♭に愛をのせて －収録:1984年11月3日東京・中野サンプラザ－ (1984年12月10日)

#### ベスト・アルバム
1. 野口五郎パーフェクト20 (1972年11月5日) 2LP
2. 野口五郎パーフェクト20 (1973年11月10日) 2LP
3. 野口五郎パーフェクト (1974年11月10日) 2LP
4. 野口五郎5年の歩み (1976年5月21日) 3LP+EP
5. ゴールデン・ヒット・アルバム 〜博多みれんからむさし野詩人まで〜 (1977年3月10日) 2LP
6. GORO THE BEST / 泣き上手 (1978年6月10日)
7. 青春の一冊 (1979年12月1日)
8. GORO IN U.S.A. PAST 4YEAR STEPS (1980年3月21日)
9. 10周年記念 / 歌そして愛 (1980年11月5日) 6LP
10. トップスター ベスト&ベスト (1981年12月) 2LP
11. 舞 (1982年 9月1日)
12. 野口五郎 BEST ALBUM (1983年6月1日)
13. 野口五郎 増刊号 (1983年12月25日)
14. 野口五郎SELECT/15周年記念アルバム (1986年3月21日)
15. GORO THE BEST '88 (1988年2月5日)
16. FAVORITES 14 (1988年11月6日)
17. A Side collection (1989年12月6日)
18. A Side collection 2 (1990年1月24日)
19. B Side Collection (1990年9月27日)
20. The Songs 〜 BRAND NEW TRACKS 〜 (1995年4月28日) - セルフ・カバー・アルバム
21. GORO THE BEST '96 (1996年4月25日)
22. FACE / GORO A SIDE STORY (1997年4月25日) 4CD
23. 野口五郎/ 筒美京平ウルトラ・ベスト・トラックス (1998年2月18日) 2CD
24. GORO BOX / 30th ANNIVERSARY (2000年12月20日)
25. SUPER VALUE 野口五郎 (2001年12月19日)
26. GOLDEN☆BEST 野口五郎 (2003年11月26日)
27. 野口五郎 エッセンシャル・ベスト (2007年8月22日)
28. Light Mellow 野口五郎 (2014年8月6日)

#### サウンドトラック
1. 季節風 オリジナルサウンドトラック盤 (1977年12月21日)
2. 青春諸君・夏! オリジナル・サウンドトラック (1980年7月1日)

#### その他のアルバム
1. 野口五郎 オリジナルカラオケ集 (1978年6月21日)
2. GORO SPECIAL BAND (1979年6月21日) バック・バンドによるアルバム。野口は作曲と演奏のみの参加。

#### ドラマ劇伴
- 土曜ワイド劇場「狙われた花嫁」（1992年9月19日、テレビ朝日）[59]

## 出演

### テレビ番組

#### NHK紅白歌合戦出場歴
| 年度   | 放送回 | 回 | 曲目                                                                              | 出演順   | 対戦相手    | 備考 |
| ------ | ------ | -- | --------------------------------------------------------------------------------- | -------- | ----------- | --- |
| 1972年 | 第23回 | 初 | めぐり逢う青春                                                                    | 10/23    | 南沙織      | 紅白初出場 |
| 1973年 | 第24回 | 2  | 君が美しすぎて                                                                    | 03/22    | 森昌子      | |
| 1974年 | 第25回 | 3  | 甘い生活                                                                          | 08/25    | 南沙織（2） | |
| 1975年 | 第26回 | 4  | 私鉄沿線                                                                          | 16/24    | 由紀さおり  | |
| 1976年 | 第27回 | 5  | 針葉樹                                                                            | 01/24    | 山口百恵    | 先攻トップバッター |
| 1977年 | 第28回 | 6  | 風の駅                                                                            | 06/24    | 岩崎宏美    | |
| 1978年 | 第29回 | 7  | グッド・ラック                                                                    | 04/24    | 研ナオコ    | |
| 1979年 | 第30回 | 8  | 青春の一冊                                                                        | 05/23    | 桜田淳子    | |
| 1980年 | 第31回 | 9  | コーラス・ライン                                                                  | 03/23    | 石野真子    | |
| 1981年 | 第32回 | 10 | 裏切り小僧                                                                        | 17/22    | 石川さゆり  | |
| 1983年 | 第34回 | 11 | 19:00の街                                                                         | 02/21    | 柏原芳恵    | 2年ぶりの復帰出場 |
| 2022年 | 第73回 | 12 | 朝起きたら…（小林万里子）の替え歌 夜空の星（加山雄三） 時代遅れのRock'n'Roll Band | 特別企画 | -           | トリ前 「桑田佳祐 feat. 佐野元春, 世良公則, Char, 野口五郎」名義で『LOVE & PEACE スペシャルセクション』として特別企画でVTR出演・披露 |

(注意点)
- 対戦相手の歌手名の( )内の数字は、その歌手との対戦回数。
- 曲名の後の(○回目)は、紅白で披露された回数を表す。
- 出演順は「（出演順) / (出場者数)」で表す。

#### ドラマ
- 特捜最前線（テレビ朝日） -＃381「スクープ・真夜中の証言者!」
- 特別企画3時間ドラマ 日立スペシャル「大いなる朝」主演・山田耕筰 役  （TBS、1979年）
- 誰かが私を愛してる（毎日放送、1983年） 主題歌『19:00の街』
- ザ・サスペンス「霧の神話」（TBS、1983年）
- 日曜劇場 第1402回「夢の鳥」（1983年11月13日、CBC） - 長谷川仁 役
- 弐十手物語（フジテレビ、1984年） - 摺吉 役
- のン姉ちゃん・200W（日本テレビ、1985年）
- 月曜ドラマランド「はいからさんが通る」（フジテレビ、1985年）
- 夏樹静子サスペンス「質屋の扉」（関西テレビ、1986年3月24日） - 熊崎良介 役
- 女ともだち（フジテレビ、1986年） - 生田竜也 役
- 泣くなセン!燃える男 星野仙一物語（TBS、1988年）
- 土曜ワイド劇場（テレビ朝日）
  - 「北海道OL馬主ツアー殺人事件」（1991年）
  - 「八甲田山殺人暮色 若妻はなぜ襲われたか? 青森行"はつかり5号"にトリックが…」（1991年）
  - 「刑事・神崎省吾事件簿 椿の入れ墨をした女」（1992年）
  - 「牟田刑事官事件ファイル23・携帯電話に殺人トリック!牟田がアリバイを証言した女」（1997年） - 石元直也 役
- もう涙は見せない（フジテレビ、1993年）
- 花王 愛の劇場「花を下さい」（TBS、1991年）
- 大河ドラマ（NHK総合）
  - 八代将軍吉宗（1995年）- 徳川頼職 役
  - 功名が辻（2006年）- 副田甚兵衛役
- 照柿（NHK BS2 日曜ドラマ、1995年） -  野田達夫 役
- ケイゾク（TBS、1999年）- 早乙女仁 役
- 青い鳥症候群（テレビ朝日、1999年）
- 連続テレビ小説 さくら（NHK総合、2002年）
- 樋口一葉物語（TBS、2004年） - 樋口則義 役
- 天使はモップを持って（NHK BSプレミアム、2013年） - 宮下鉄夫 役
- メゾン・ド・ポリス（TBS、2019年1月11日 - 3月15日） - 藤堂雅人 役[62]

#### バラエティ
- カックラキン大放送（日本テレビ、1975年4月4日 - 1983年3月）
- 輝け!五郎・マペット ゲバゲバ90分!（日本テレビ、1976年4月29日）
- 天才・たけしの元気が出るテレビ!!（日本テレビ、1985年4月 - 1987年9月）
- しゃれっぽクラブ（TBS、1985年11月 - 1986年3月）
- 文珍なぞなぞランド （朝日放送、1986年10月9日 - 1987年3月26日）
- ダウンタウンのガキの使いやあらへんで!!（日本テレビ、2006年5月21日）
- ものまね王座決定戦（フジテレビ） - 審査員

ほか多数

### 映画
- 再会 (主演映画、1975年) 監督:斎藤耕一
  - 出演:江波杏子・池部良・角ゆり子・松下実加・寺田農・佐藤英夫・横山リエ・水村泰三
- 季節風 (主演映画、1977年) 監督:斎藤耕一
  - 出演:宇佐美恵子・田中邦衛・大竹しのぶ・加藤治子
- 微熱 MY LOVE (1990年) 監督:伊藤正治
  - 出演:八木小織・松田洋治・沖直美・川合ちかし・沢田夏子
- 5等になりたい。 (1995年) 監督:加藤盟
  - 声の出演:御手洗リカ・檀ふみ・紗ゆり・田原アルノ
  - 長編アニメーション映画。主題歌「少女よ」も提供。
- KARAOKE (1999年) 監督:佐野史郎
  - 出演:段田安則・黒田福美・美保純・島崎俊郎
- 赤んぼ少女 (2008年) 監督:山口雄大・原作：楳図かずお
  - 出演:水沢奈子・斎藤工・板尾創路・堀部圭亮・亜紗美・生田悦子・浅野温子

### 舞台
- ミュージカル「ザ・ミュージックマン」 (1985年)
- ミュージカル「レ・ミゼラブル」 (1987年 - 1991年) 「マリウス」役
- ミュージカルオペラ「龍馬」 (2009年) 「勝海舟」役

### ラジオ
- わが人生に乾杯! (2011年1月13日、NHKラジオ第1放送)
- FMシアター「ミュージカルファンタジー・人魚の森」（1989年、NHK-FM)
- あなたとゴローのラブタイム（TBSラジオ）
- 野口五郎のハローゴロー!ラブ・ラブ・ラブ（ニッポン放送）

### CM
- ハリス・チューイングボン (1972年頃)
- 明治製菓（現・明治）ミルクチョコレート・デラックス (1975年 - 1978年)
- 飛栄不動産販売 (1990年頃)
- 第一生命
- 佐川急便
- 資生堂アミーチェ (ナレーション)
- 東京ガスガス・パッ・チョ! (2006年-・床暖房 赤穂浪士篇で大石内蔵助役を演じる)
- P&Gファブリーズ (ナレーション)
- ミスタードーナツ「ポンデリング生」（2013年・「ポンデリング部」では副部長）

## 書籍
- 野口五郎 哀しみの終るときに （立風書房　1975年）
- 五郎へのらぶ・ぽえむ （ルック社　1975年）※TBSラジオの番組『あなたとゴローのラブ・タイム』に寄せられた投書を特集した書籍で、野口自身が選考に係わっている。
- 芸能人はなぜ老けない （ぶんか社　1999年）